# 蒙特利號航空母艦
蒙特利號航空母艦（CVL-26）是一艘隸屬於美國海軍的航空母艦，為獨立級航空母艦的五號艦。她是美軍第三艘以蒙特利為名的軍艦，紀念美墨戰爭在加利福尼亞州的蒙特利戰役。
蒙特利號在1941年12月29日開始在紐約造船廠建造，原建為克利夫蘭級輕巡洋艦的十六號艦，艦名為代頓；日本於早前偷襲珍珠港，美國正式參與第二次世界大戰，但卻面臨航空母艦短缺，故最終將九艘建造中的克利夫蘭級改裝為航空母艦。
1942年3月18日，蒙特利號開始改建為航空母艦，並在稍後更改舷號（由CL-78改為CV-26）及艦名。1943年2月28日，蒙特利號下水，並在6月17日服役。7月15日，蒙特利號等改裝航空母艦被重編為輕型航空母艦，舷號改為CVL-26。
稍後蒙特利號加入太平洋戰爭，參與多場戰役。戰後科本斯號參與魔毯行動（Operation Magic Carpet），運載美軍返國，然後在1947年2月11日退役封存。1950年6月25日，韓戰爆發，蒙特利號在9月15日重返現役，並在彭薩科拉用作訓練航母，訓練機師，直到1955年6月9日為止。1956年1月16日，蒙特利號再次退役封存，雖在1959年5月15日重編為飛機運輸艦，舷號改為AVT-2，但未再出海巡航。1970年6月1日蒙特利號除籍，並在1971年5月出售拆解。
蒙特利號在二戰中獲得11顆戰鬥之星。